# Asashiobashi (metropolitana di Osaka)
Asashiobashi (朝潮橋駅?, Asashiobashi-eki) è una stazione della Metropolitana di Osaka situata nell'area ovest della città.